# 컬러풀대구페스티벌
대구컬러풀페스티벌은 대구광역시에서 개최하는 지역 축전이다.

## 개요
1981년 10월 8일 대구직할시 승격으로 계기로 1982년 달구벌축제라는 이름으로 축전을 개최하였다. 예산낭비 논란에 휩싸여 2002년(제21회)부로 축전이 중단되었고, 2004년부터 컬러풀대구페스티벌이라는 명칭으로 바뀌었고 2019년에는 대구컬러풀페스티벌로 변경하여 현재까지 이어져 오고 있다. 2016년부터는 매년 5월 첫째 주 토요일과 일요일 양일간 국채보상로에서 개최되고 있다.